# Eilema monticola
Eilema monticola là một loài bướm đêm thuộc phân họ Arctiinae, họ Erebidae.